# Paris–Nizza 2010
Das 68. Radrennen Paris–Nizza fand vom 7. bis 14. März 2010 statt. Es wurde in acht Etappen über eine Distanz von 1.288 Kilometern ausgetragen. Es war das zweite Rennen im UCI World Calendar 2010 nach der Tour Down Under.

## Teams
Folgende Teams nahmen an der Rundfahrt teil:
ProTeams: ag2r La Mondiale, Astana, Caisse d’Epargne, Euskaltel-Euskadi, Française des Jeux, Garmin-Transitions, Lampre-Farnese Vini, Liquigas, Omega Pharma-Lotto, Quick Step, Rabobank, Sky, HTC-Columbia, Katjuscha, Team RadioShack, Saxo Bank
Professional-Continental-Teams: Bbox Bouygues, Cervélo TestTeam, Cofidis, Saur-Sojasun, Skil-Shimano, Vacansoleil

## Etappen

Verlauf der Rundfahrt

| Etappe      | Tag      | Start–Ziel                             | km    | Typ              | Etappensieger    | Gelbes Trikot    |
| ----------- | -------- | -------------------------------------- | ----- | ---------------- | ---------------- | ---------------- |
| Prolog      | 7. März  | Montfort-l’Amaury                      | 8     | Einzelzeitfahren | Lars Boom        | Lars Boom        |
| 1. Etappe   | 8. März  | Saint-Arnoult-en-Yvelines – Contres    | 201,5 | Flachetappe      | Greg Henderson   | Lars Boom        |
| 2. Etappe   | 9. März  | Contres – Limoges                      | 201   | Flachetappe      | William Bonnet   | Lars Boom        |
| 3. Etappe * | 10. März | Saint-Junien – Aurillac                | 208   | Flachetappe      | Peter Sagan      | Jens Voigt       |
| 4. Etappe   | 11. März | Maurs – Mende                          | 173,5 | Bergetappe       | Alberto Contador | Alberto Contador |
| 5. Etappe   | 12. März | Pernes-les-Fontaines – Aix-en-Provence | 157   | Flachetappe      | Peter Sagan      | Alberto Contador |
| 6. Etappe   | 13. März | Peynier – Tourrettes-sur-Loup          | 220   | Bergetappe       | Xavier Tondo     | Alberto Contador |
| 7. Etappe   | 14. März | Nizza – Nizza                          | 119   | Bergetappe       | Amaël Moinard    | Alberto Contador |

## Trikots im Rennverlauf
| Etappe    | Gesamtwertung    | Punktewertung     | Bergwertung    | Nachwuchswertung | Teamwertung      |
| --------- | ---------------- | ----------------- | -------------- | ---------------- | ---------------- |
| Prolog    | Lars Boom        | Lars Boom         | Lars Boom      | Lars Boom        | Team RadioShack  |
| 1. Etappe | Lars Boom        | Lars Boom         | Lars Boom      | Lars Boom        | Caisse d’Epargne |
| 2. Etappe | Lars Boom        | Luis León Sánchez | Laurent Mangel | Lars Boom        | Caisse d’Epargne |
| 3. Etappe | Jens Voigt       | Peter Sagan       | Laurent Mangel | Peter Sagan      | Liquigas-Doimo   |
| 4. Etappe | Alberto Contador | Peter Sagan       | Laurent Mangel | Roman Kreuziger  | Caisse d’Epargne |
| 5. Etappe | Alberto Contador | Peter Sagan       | Amaël Moinard  | Roman Kreuziger  | Caisse d’Epargne |
| 6. Etappe | Alberto Contador | Peter Sagan       | Amaël Moinard  | Roman Kreuziger  | Liquigas-Doimo   |
| 7. Etappe | Alberto Contador | Peter Sagan       | Amaël Moinard  | Roman Kreuziger  | ag2r La Mondiale |